# Chavalamane, Koppa
Chavalamane là một làng thuộc tehsil Koppa, huyện Chikmagalur, bang Karnataka, Ấn Độ.